# Shogaku
Shogaku  (em japonês:  小学, lit. escola primária) são revistas didáticas de mangá lidas pelas crianças japonesas até aos 12 anos.
São de leitura dirigida a ambos os sexos e acompanham as crianças nos seis primeiros anos, que correspondem ao 1º ciclo escolar japonês. 
Existem várias no mercado, divididas por idades escolares e as suas histórias principais, que não contêm matérias de ensino, estão intercaladas com textos e exercícios escolares. A publicação das revistas é totalmente privada e não têm qualquer espécie de apoio estatal nem estão ligadas ao sistema de ensino. As histórias não didáticas são as que mais agradam às crianças e funcionam como chamariz para o êxito das vendas.